# Фракция ЛДПР в Государственной думе VII созыва

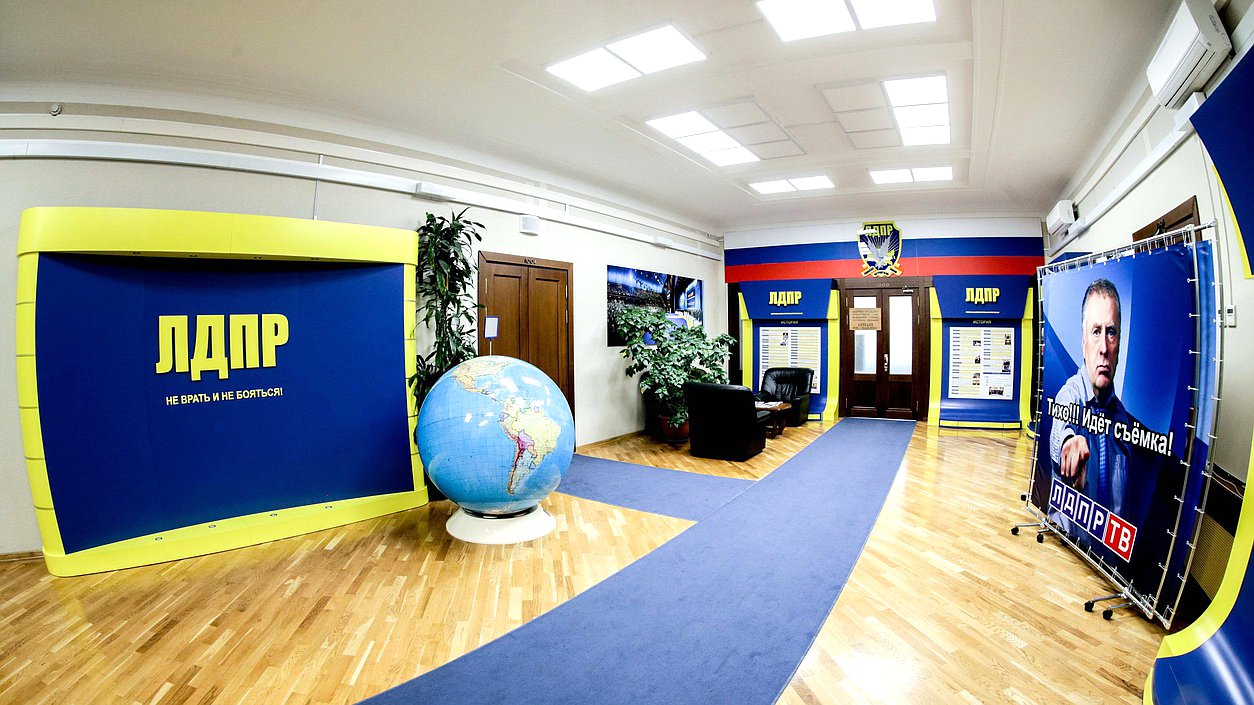
Приёмная фракции "ЛДПР" в Государственной думе

Фракция ЛДПР в Государственной думе седьмого созыва — депутатское объединение Либерально-демократической партии России в Государственной думе VII созыва (2016—2021 г.) Состав Госдумы 7 созыва формировался по партийным спискам и одномандатным округам. Список ЛДПР набрал на выборах 13,14 %, пять депутатов были избраны по одномандатным округам.
По данным Центральной избирательной комиссии РФ 18 сентября 2016 года ЛДПР получила 39 мандатов. 31 мая 2017 года депутатом Госдумы фракции ЛДПР стал Андрейченко Андрей Валерьевич, получив мандат умершего депутата ЛДПР Василия Тарасюка. 9 сентября 2018 года на дополнительных выборах депутатов Государственной Думы по Амурскому одномандатному избирательному округ N 71 победил член ЛДПР Кузьмин Андрей Альбертович, увеличив число депутатских мандатов ЛДПР в Госдуме до 40. 9 сентября фракцию ЛДПР покинул Фургал Сергей Иванович, так как был избран губернатором Хабаровского края. В связи с тем, что Фургал был избран по Амурскому одномандатному избирательному округ N 70, в сентябре 2019 года в избирательном округе № 70 проведены дополнительные выборы, на которых победил член ЛДПР Пиляев Иван Сергеевич. Таким образом в состав фракция ЛДПР входит 40 депутатов.
Руководитель фракции — Жириновский Владимир Вольфович. Первый заместитель руководителя фракции ЛДПР — Деньгин Владимир Евгеньевич, Заместитель руководителя фракции ЛДПР — Нилов Ярослав Евгеньевич. Заместитель председателя Государственной Думы от ЛДПР — Лебедев Игорь Владимирович (сын Владимира Жириновского).

## Список депутатов
1. Андрейченко Андрей Валерьевич
2. Березин Никита Владимирович
3. Власов Василий Максимович
4. Волков Юрий Геннадьевич
5. Диденко Алексей Николаевич
6. Жигарев Сергей Александрович
7. Жириновский Владимир Вольфович
8. Зайцев Максим Сергеевич
9. Иванов Сергей Владимирович
10. Калашников Сергей Вячеславович
11. Каргинов Сергей Генрихович
12. Кулиева Василина Васильевна
13. Катасонов Сергей Михайлович
14. Кузьмин Андрей Альбертович
15. Лавров Олег Леонидович
16. Лебедев Игорь Влалимирович
17. Луговой Андрей Константинович
18. Маринин Сергей Владимирович
19. Марков Евгений Владимирович
20. Морозов Антон Юрьевич
21. Напсо Юрий Анисович
22. Натаров Сергей Васильевич
23. Нилов Ярослав Евгеньевич
24. Пайкин Борис Романович
25. Парахин Гаврил Павлович
26. Пашин Виталий Львович
27. Пиляев Иван Сергеевич
28. Пьяных Дмитрий Сергеевич
29. Савельев Дмитрий Иванович
30. Свинцов Андрей Николаевич
31. Свищёв Дмитрий Александрович
32. Селезнёв Валерий Сергеевич
33. Слуцкий Леонид Эдуардович
34. Старовойтов Александр Сергеевич
35. Строкова Елена Викторовна
36. Сухарев Иван Константинович
37. Торощин Игорь Андреевич
38. Черкасов Кирилл Игоревич
39. Шерин Александр Николаевич
40. Шперов Павел Валентинович